# Quinndary Weatherspoon
Quinndary Vonta Weatherspoon (ur. 10 września 1996 w Canton) – amerykański koszykarz, występujący na pozycjach rozgrywającego lub rzucającego obrońcy, od 2022 zawodnik Tianjin Pioneers.
23 grudnia 2021 zawarł 10-dniową umowę z Golden State Warriors. 10 grudnia 2022 został zawodnikiem chińskiego Tianjin Pioneers.

## Osiągnięcia
Stan na 13 października 2023, na podstawie, o ile nie zaznaczono inaczej.
NCAA
- Uczestnik turnieju NCAA (2019)
- Laureat nagrody Howell Trophy (2018, 2019)
- Zaliczony do:
  - I składu:
    - SEC (2019)
    - najlepszych pierwszorocznych zawodników SEC (2016)
    - turnieju:
      - Charleston Classic (2017)
      - Portsmouth Invitational Tournament (2019)

  - II składu SEC (2017, 2018)

NBA
- Mistrz NBA (2022)[5]